# Madonna met de boompjes
Madonna met de boompjes (Italiaans: Madonna degli Alberetti) is de titel van een schilderij van Giovanni Bellini uit 1487. Het is het oudst bekende gedateerde werk met een madonna van de schilder. Sinds 1838 maakt het deel uit van de collectie van de Gallerie dell'Accademia in Venetië.

## Voorstelling
Van de hand van Bellini zijn veel schilderijen van Maria met kind bekend, waarvan de Madonna met de boompjes een van de bekendste is. Beide figuren zijn op de voorgrond afgebeeld met achter hen een groen tapijt, dat doet denken aan het baldakijn van een troon. Aan weerszijden is een landschap met een ranke populier zichtbaar, wat het schilderij zijn bijnaam geeft. Deze compositie is waarschijnlijk ontleend aan de Madonna van Alzano, die Bellini enkele jaren eerder schilderde.
Het schilderij wordt op een subtiele manier dubbel belicht. Van links valt licht op Maria en Jezus, wat onder meer te zien is aan de schaduw die rechts op het tapijt valt. Het landschap op de achtergrond daarentegen baadt in een gelijkmatig, diffuus licht. Jezus staat met gekruiste voeten op een balustrade van groen marmer, waarop Bellini's signatuur te zien is. Maria houdt haar zoon teder vast en waar Jezus de toeschouwer aankijkt, lijkt zij alleen oog voor haar zoon te hebben.

## Théophile Gautier
In zijn reisverslag Italia uit 1852 besteedt de Franse schrijver Théophile Gautier uitgebreid aandacht aan zijn bezoek aan de Gallerie dell'Accademia. Hij was diep onder de indruk van de Madonna met de boompjes.

Terminons par le joyau, la perle, l’étoile de ce musée : Une Madone avec l’enfant Jésus, de Jean Bellin. – Voilà un sujet bien usé, bien rebattu, traité mille fois, et qui refleurit d’une jeunesse éternelle sous le pinceau du vieux maître ! Qu’y a-t-il ? Une femme qui tient un enfant sur ses genoux, mais quelle femme ! (...) c’est une beauté impossible, et cependant d’une vérité étrange (...) Chaque jour, nous allions passer une heure aux pieds de cette céleste idole.

(Laten we afsluiten met het juweel, de parel, de ster van het museum: een madonna met het kind Jezus van Giovanni Bellini. - Hier hebben we een afgezaagd onderwerp, vreselijk banaal, al duizend keer gedaan, maar het bloeit met eeuwige jeugd onder het penseel van de oude meester! Wat is er? Een vrouw die een kind op haar knieën houdt, maar wat voor een vrouw! (...) ze straalt een onmogelijke schoonheid uit en toch een vreemde waarheid (...) Elke dag brachten we een uur door aan de voeten van dit hemelse idool.)
— Théophile Gautier (1852)

## Afbeelding

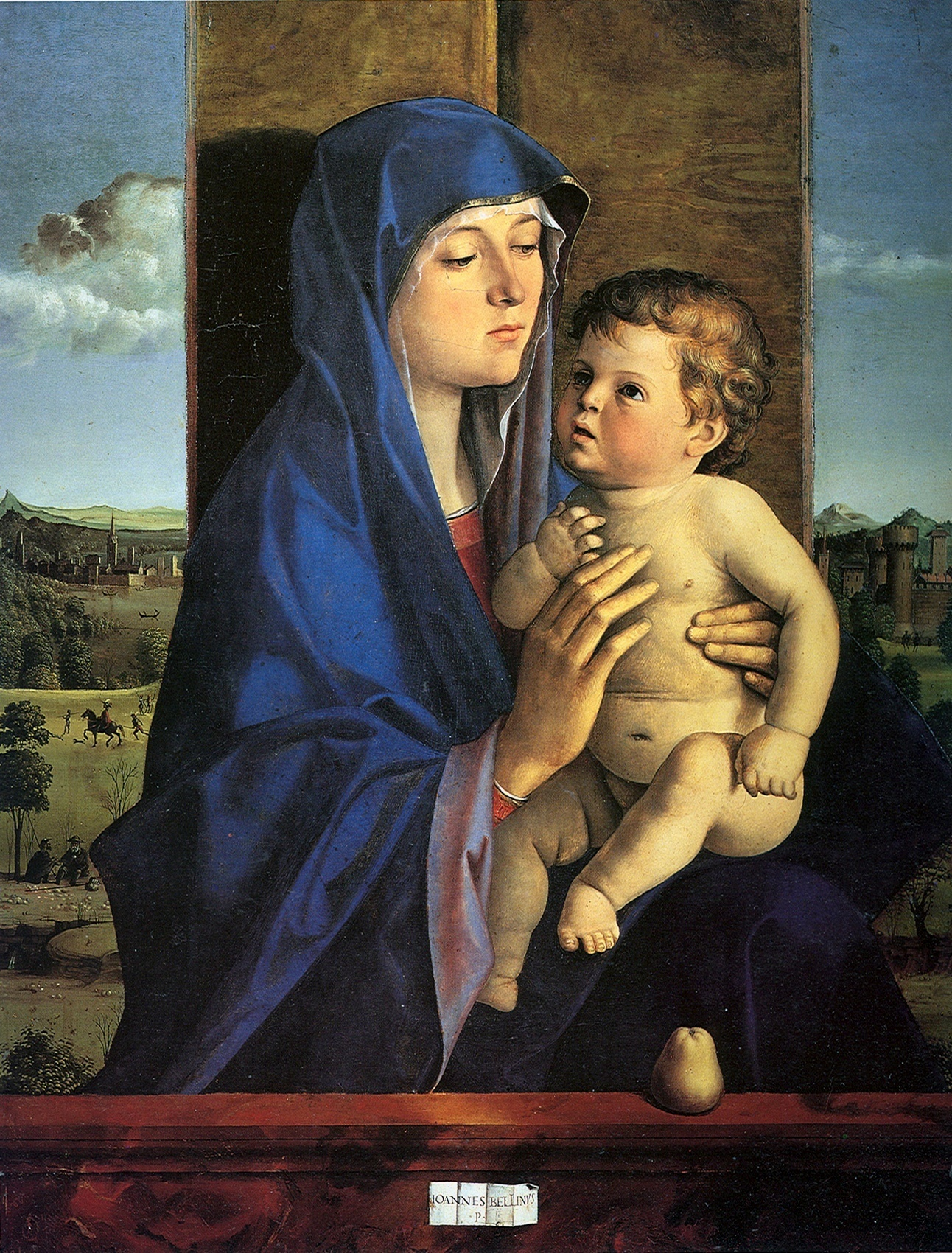
Madonna van Alzano (ca. 1485)